# Sangiin-Wahl 2016
- Jiyūminshutō
(Liberaldemokratische Partei): 120
- Kōmeitō
(etwa „Gerechtigkeitspartei“; engl. „Komeito“, früher „Neue Komeito“): 25
- Minshintō
(etwa „Demokratisch-progressive Partei“; engl. „Demokratische Partei“, davor „Demokratische Erneuerungspartei“): 49
- Nihon Kyōsantō
(Kommunistische Partei Japans): 14
- Ōsaka Ishin no Kai
(etwa „Vereinigung der Erneuerung/Restauration Osaka“, engl. „Initiativen aus Osaka“): 12
- Shakaiminshutō
(Sozialdemokratische Partei): 3
- Seikatsu no Tō
(etwa „Partei des [täglichen] Lebens“, engl. „Partei des Lebens der Bürger“): 2
- Sonstige (Genki, Kaikaku): 5
- Unabh.: 12

Die Sangiin-Wahl 2016, formell die „24. ordentliche Wahl von Sangiinabgeordneten“ (jap. 第24回参議院議員通常選挙 dai-nijūyon-kai Sangiin giin tsūjō senkyo), zum japanischen Rätehaus (Sangiin), dem Oberhaus (jōin) des nationalen Parlaments (Kokkai), fand am 10. Juli 2016 statt.
Zur Wahl standen die Hälfte der 242 Abgeordneten für eine sechsjährige Amtszeit in einem Grabenwahlsystem: 73 wurden durch nicht übertragbare Einzelstimmgebung in 45 Präfekturwahlkreisen bestimmt, darunter erstmals zwei kombinierte Wahlkreise aus jeweils zwei Präfekturen (Tottori-Shimane und Tokushima-Kōchi), 48 in landesweiter Verhältniswahl mit Vorzugsstimme.

## Ausgangslage
- Jiyūminshutō
(Liberaldemokratische Partei): 115
- Kōmeitō
(etwa „Gerechtigkeitspartei“; engl. „Komeito“, früher „Neue Komeito“): 20
- Minshintō
(etwa „Demokratisch-progressive Partei“; engl. „Demokratische Partei“, davor „Demokratische Erneuerungspartei“): 64
- Nihon Kyōsantō
(Kommunistische Partei Japans): 11
- Ōsaka Ishin no Kai
(etwa „Vereinigung der Erneuerung/Restauration Osaka“, engl. „Initiativen aus Osaka“): 7
- Shakaiminshutō
(Sozialdemokratische Partei): 3
- Seikatsu no Tō
(etwa „Partei des [täglichen] Lebens“, engl. „Partei des Lebens der Bürger“): 3
- Nippon no kokoro o taisetsu ni suru tō
(etwa „Partei, der das Herz Japans wichtig ist“, engl. „Partei für japanisches Kokoro“): 3
- Sonstige (Genki, Kaikaku): 4
- Unabhängige (inkl. Shadaitō): 12

Vor der Wahl verfügte die Liberaldemokratische Partei über 115 von 242 Mandaten im Sangiin, nachdem sie 2013 31 Sitze hinzugewonnen hatte.

## Wahlkampf

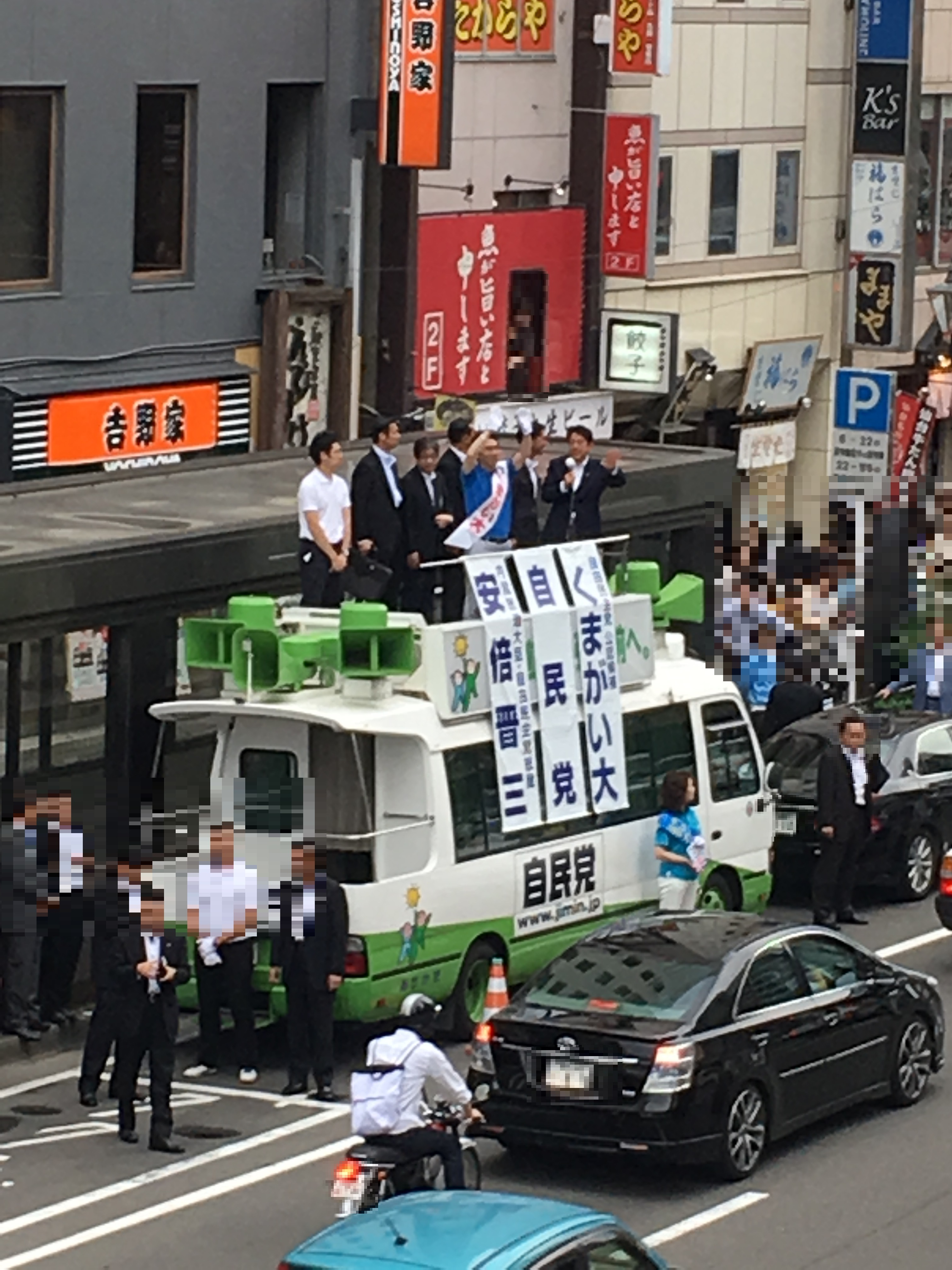
LDP mit Shinzō Abe für Yutaka Kumagai (Miyagi, mit 47,0 % der Stimmen unterlegen)
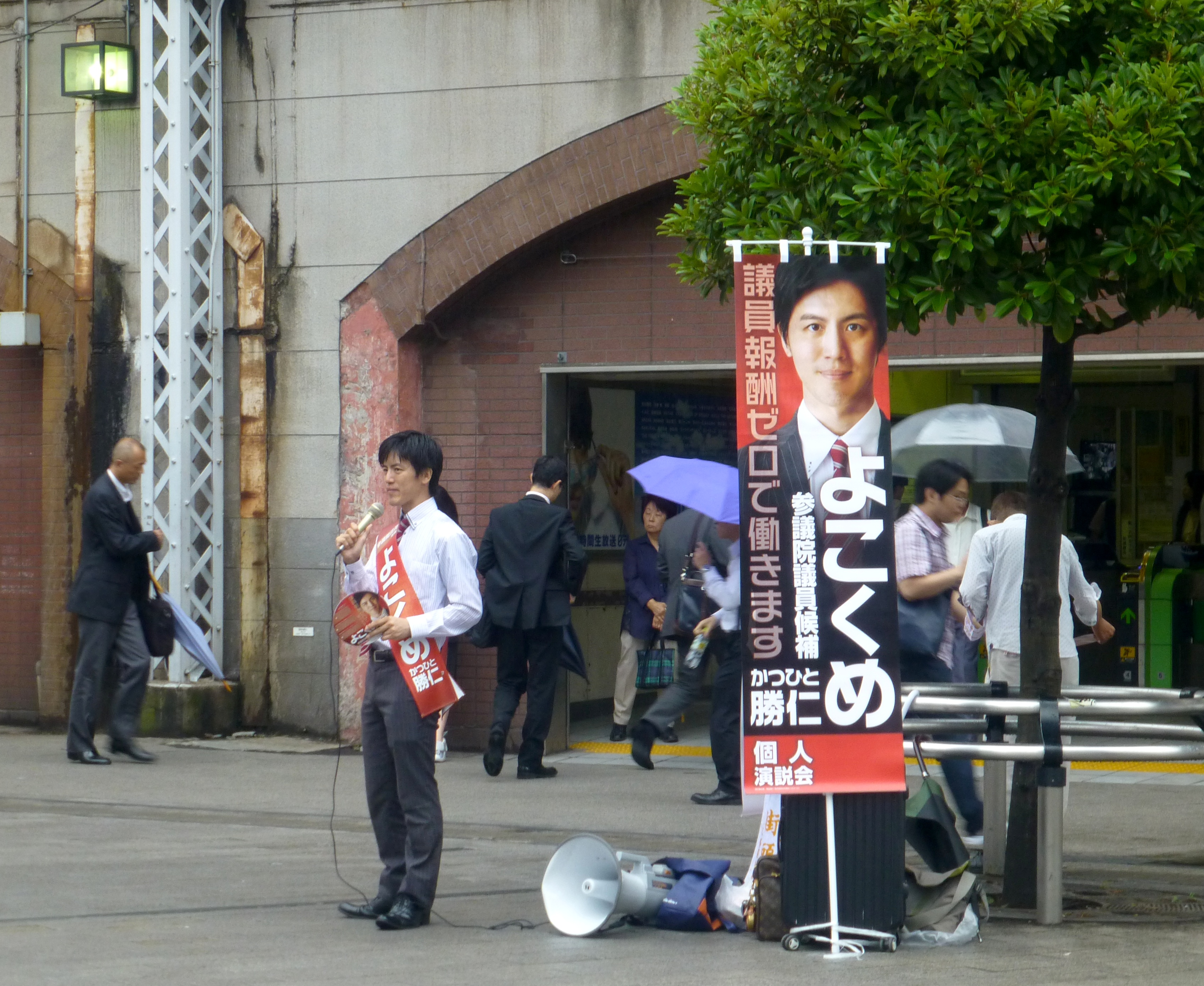
Katsuhito Yokokume (Tokio, Unabh., 5,0 % der Stimmen/Platz 8),[7] einstmals Mitglied des Abgeordnetenhauses aus Kanagawa für die Demokratische Partei
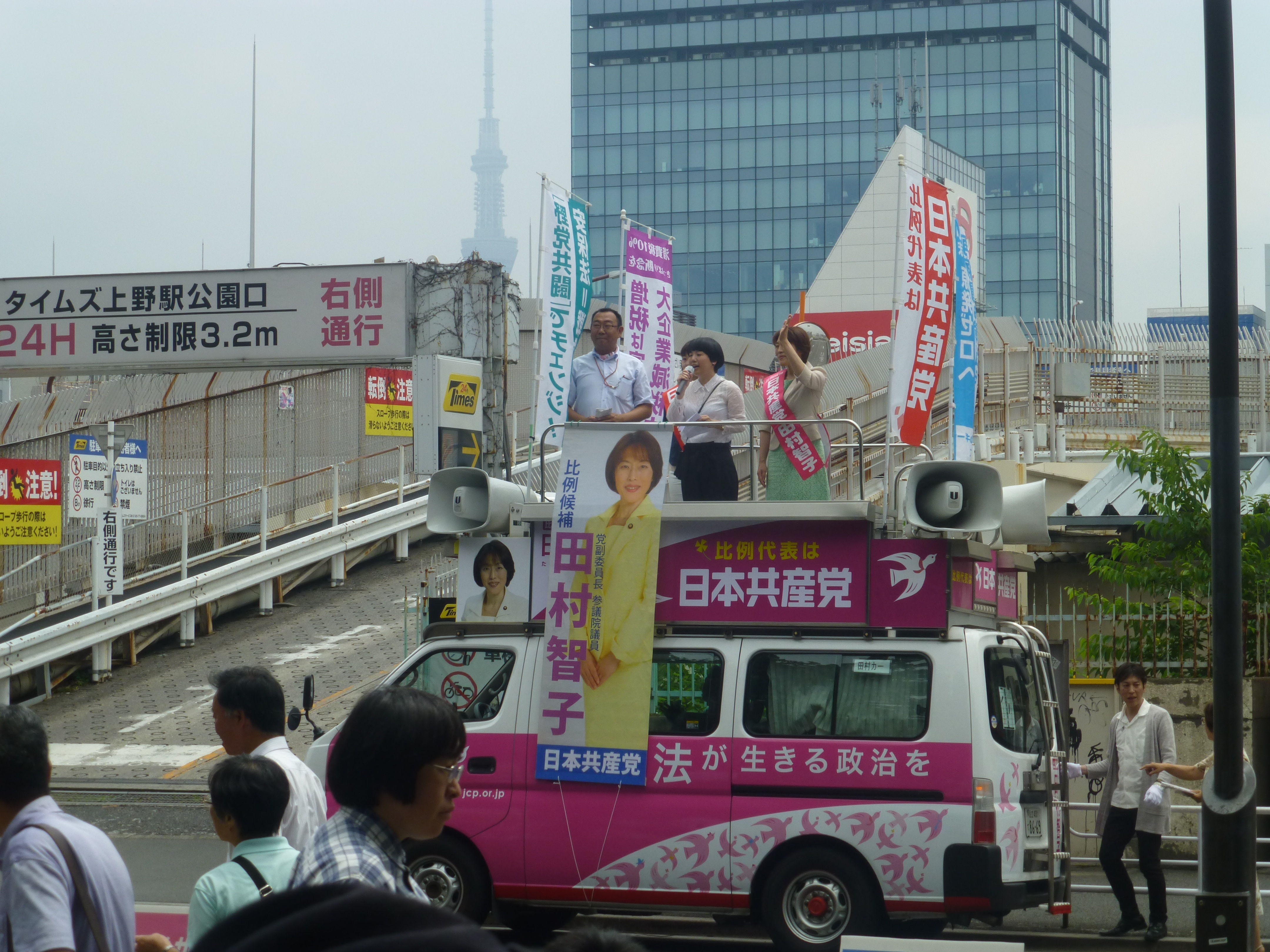
Gaisensha-Lautsprecherwagen der KPJ für Tomoko Tamura (nationale PR, 49.113 Stimmen=KPJ-Listenplatz 2)
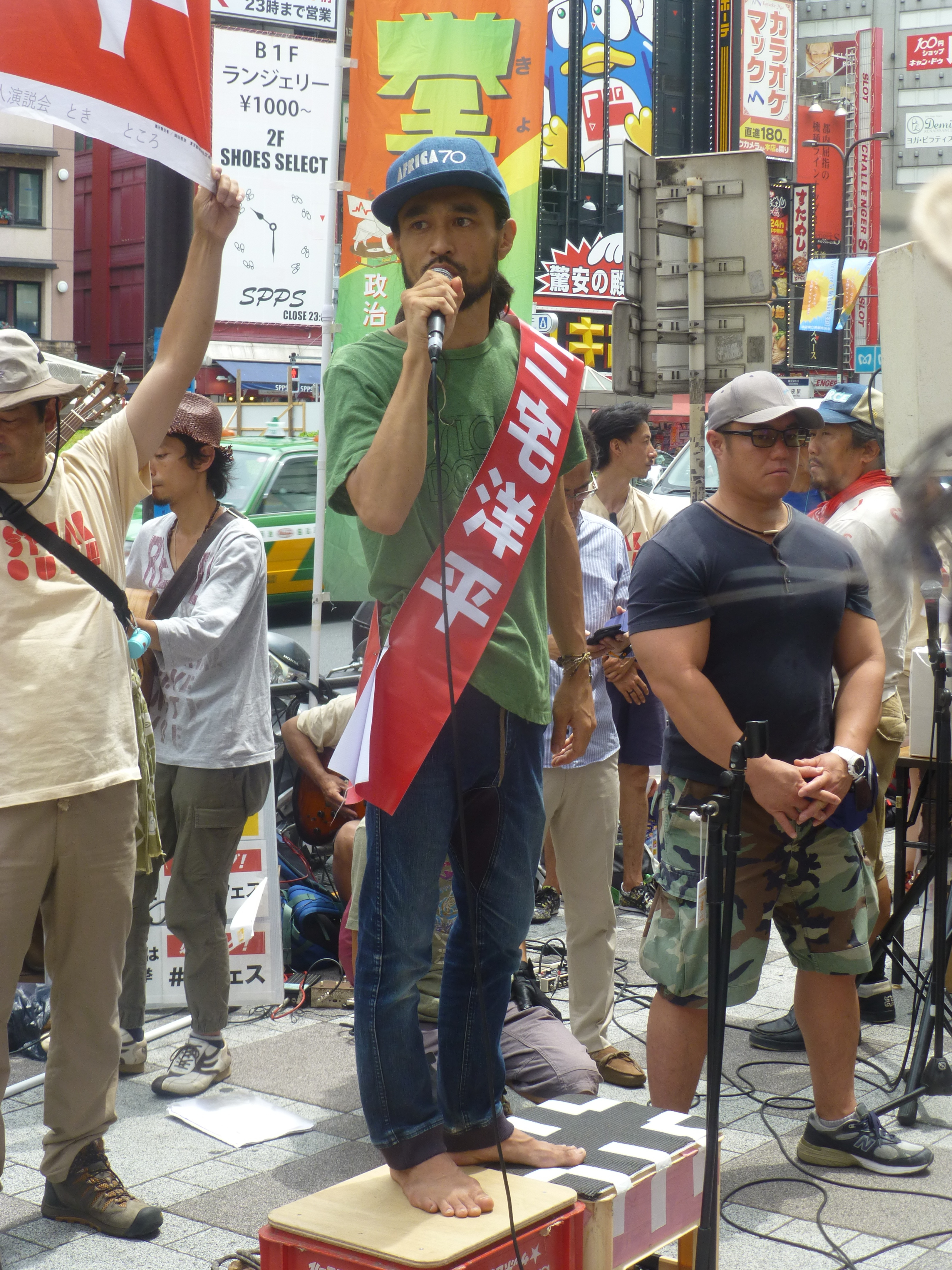
Aktivist und Musiker Yōhei Miyake (Tokio, Unabh., 4,1 %/Platz 9)

## Kandidaten und Nominierungsstrategie
Insgesamt gab es 2016 389 Kandidaten, 44 weniger als 2013. Davon bewarben sich 225 für die 73 Mehrheitswahlsitze, um die 48 Verhältniswahlsitze konkurrierten zwölf Parteien und politische Gruppierungen mit insgesamt 164 Kandidaten.
In den oft wahlentscheidenden Einmandatswahlkreisen, deren Zahl nach der Neuzuteilung der Sitze auf Präfekturen mit 32 höher war als je zuvor, vereinbarten vier Oppositionsparteien (Minshin, KPJ, SDP, Seikatsu) eine gemeinsame Nominierungsstrategie, erstmals unter voller expliziter Einbeziehung der Kommunistischen Partei Japans. Dadurch standen sich in den meisten Einmandatswahlkreisen von den etablierten Parteien (ohne bisher nicht im Parlament vertretene politische Gruppierungen) jeweils nur ein Regierungs- und ein Oppositionskandidat gegenüber.

## Wahlbeteiligung und Ergebnis
Die Wahlbeteiligung lag bei 54,7 % und stieg damit um rund zwei Prozentpunkte gegenüber der letzten Wahl 2013, lag aber fast drei Punkte niedriger als 2010, als die gleiche Hälfte der Kammer zuletzt zur Wahl stand. Mit über 60 % war sie am höchsten in den Präfekturen Akita, Yamagata, Nagano und Shimane, unter 50 % lag sie in Hiroshima, Tokushima, Kōchi und Miyazaki. Die Zahl der Wähler, die die Möglichkeit zur vorzeitigen Stimmabgabe nutzten, stieg landesweit auf die Rekordzahl von fast 16 Millionen, das waren rund 15 % aller Wahlberechtigten oder am Ende mehr als jeder vierte tatsächliche Wähler.
| Partei                                            | Partei | Zusammensetzung vor der Wahl                      | Zusammensetzung vor der Wahl                      | Zusammensetzung vor der Wahl                      | SNTV/FPTP-Mehrheitswahl in 45 Präfekturwahlkreisen | SNTV/FPTP-Mehrheitswahl in 45 Präfekturwahlkreisen | SNTV/FPTP-Mehrheitswahl in 45 Präfekturwahlkreisen | D’Hondt-Verhältniswahl in 1 nationalen Wahlkreis | D’Hondt-Verhältniswahl in 1 nationalen Wahlkreis | D’Hondt-Verhältniswahl in 1 nationalen Wahlkreis | 2016 gewählt | Zusammensetzung nach der Wahl |
| Partei                                            | Partei | gesamt                                            | nicht zur Wahl                                    | zur Wahl                                          | Stimmen                                            | Anteil                                             | Sitze                                              | Stimmen                                          | Anteil                                           | Sitze                                            | 2016 gewählt | Zusammensetzung nach der Wahl |
| ------------------------------------------------- | --- | ------------------------------------------------- | ------------------------------------------------- | ------------------------------------------------- | -------------------------------------------------- | -------------------------------------------------- | -------------------------------------------------- | ------------------------------------------------ | ------------------------------------------------ | ------------------------------------------------ | ------------ | ----------------------------- |
|                                                   | Liberaldemokratische Partei (LDP) Jiyūminshutō                                                                                    | 115                                               | 65                                                | 50                                                | 22.590.793                                         | 39,94 %                                            | 36                                                 | 20.114.788                                       | 35,91 %                                          | 19                                               | 55           | 120                           |
|                                                   | Minshintō (~„Demokratische Fortschrittspartei“)                                                                                   | 62                                                | 17                                                | 45                                                | 14.215.956                                         | 25,14 %                                            | 21                                                 | 11.751.015                                       | 20,98 %                                          | 11                                               | 32           | 49                            |
|                                                   | Kōmeitō (~„Gerechtigkeitspartei“)                                                                                                 | 20                                                | 11                                                | 9                                                 | 4.263.422                                          | 7,54 %                                             | 7                                                  | 7.572.960                                        | 13,52 %                                          | 7                                                | 14           | 25                            |
|                                                   | Kommunistische Partei Japans (KPJ) Nihon Kyōsantō                                                                                 | 11                                                | 8                                                 | 3                                                 | 4.103.514                                          | 7,26 %                                             | 1                                                  | 6.016.195                                        | 10,74 %                                          | 5                                                | 6            | 14                            |
|                                                   | Ōsaka Ishin no Kai (Ōsaka Ishin/OIshin) (~„Versammlung der Erneuerung/Restauration Osaka“)                                        | 7                                                 | 5                                                 | 2                                                 | 3.303.419                                          | 5,84 %                                             | 3                                                  | 5.153.584                                        | 9,20 %                                           | 4                                                | 7            | 12                            |
|                                                   | Sozialdemokratische Partei (SDP) Shakaiminshutō                                                                                   | 3                                                 | 1                                                 | 2                                                 | 289.899                                            | 0,51 %                                             | 0                                                  | 1.536.239                                        | 2,74 %                                           | 1                                                | 1            | 2                             |
|                                                   | Seikatsu no Tō (Seikatsu) (~„Partei des [täglichen] Lebens“)                                                                      | 3                                                 | 1                                                 | 2                                                 | –                                                  | –                                                  | –                                                  | 1.067.301                                        | 1,91 %                                           | 1                                                | 1            | 2                             |
|                                                   | Nippon no kokoro o taisetsu ni suru tō (Kokoro) (~„Partei, der das Herz Japans wichtig ist“)                                      | 3                                                 | 3                                                 | 0                                                 | 535.517                                            | 0,95 %                                             | 0                                                  | 734.024                                          | 1,31 %                                           | 0                                                | 0            | 3                             |
|                                                   | Shintō Kaikaku (Kaikaku) (~„Neue Reformpartei“)                                                                                   | 2                                                 | 0                                                 | 2                                                 | 60.431                                             | 0,11 %                                             | 0                                                  | 580.653                                          | 1,04 %                                           | 0                                                | 0            | 0                             |
|                                                   | Kokumin ikari no koe (~„Stimme des Volkszorns“)                                                                                   | 0                                                 | 0                                                 | 0                                                 | 82.357                                             | 0,15 %                                             | 0                                                  | 466.706                                          | 0,83 %                                           | 0                                                | 0            | 0                             |
|                                                   | Kōfuku-jitsugen-tō (~„Glücksrealisierungspartei“)                                                                                 | 0                                                 | 0                                                 | 0                                                 | 963.585                                            | 1,70 %                                             | 0                                                  | 366.815                                          | 0,65 %                                           | 0                                                | 0            | 0                             |
|                                                   | Shiji seitō nashi (~„[es gibt] keine Partei, die [ich/wir/Sie] unterstütze[n]“; sonst typische Kategorie in politischen Umfragen) | 0                                                 | 0                                                 | 0                                                 | 127.367                                            | 0,23 %                                             | 0                                                  | 647.071                                          | 1,16 %                                           | 0                                                | 0            | 0                             |
|                                                   | Sonstige | 4                                                 | 3                                                 | 1                                                 | 279.681                                            | 0,49 %                                             | 0                                                  | –                                                | –                                                | –                                                | 0            | 3                             |
|                                                   | Unabhängige | 11                                                | 7                                                 | 4                                                 | 5.739.452                                          | 10,15 %                                            | 5                                                  | –                                                | –                                                | –                                                | 5            | 12                            |
| Summe (Sitze/gültige Stimmen)                     | Summe (Sitze/gültige Stimmen) | 241 (1 Vakanz)                                    | 121                                               | 120 (1 Vakanz)                                    | 56.555.393                                         | 100,00 %                                           | 73                                                 | 56.007.353                                       | 100,00 %                                         | 48                                               | 121          | 242                           |
| Wahlbeteiligung: von 106.202.873 Wahlberechtigten | Wahlbeteiligung: von 106.202.873 Wahlberechtigten                                                                                 | Wahlbeteiligung: von 106.202.873 Wahlberechtigten | Wahlbeteiligung: von 106.202.873 Wahlberechtigten | Wahlbeteiligung: von 106.202.873 Wahlberechtigten | 58.094.005                                         | 54,70 %                                            |                                                    | 58.085.678                                       | 54,69 %                                          |                                                  |              |                               |

Anmerkungen:
- Mehrdeutige Stimmen führen in Japan zu Bruchteilstimmen. Die nach landesweiter Addition verbleibenden Nachkommastellen wurden hier gerundet. (Dennoch sind ganze Stimmen nicht automatisch „ganze Wähler“.)
- Die Parteien sind hier mit ihren (inländischen) Namen geführt: übersetzt, wenn etabliert, transkribiert, wenn nicht (mit einer möglichst wörtlichen Übersetzung in Klammern). Für die selbstgewählten Namen für die Außendarstellung in englischer Sprache, siehe ggf. die Einzelartikel zu Parteien.
- zu den Sitzzahlen nach Partei
  - Einige Medien geben für die Zusammensetzung vor der Wahl eine Vakanz an. Diese war eine eher technische, weil ein parteiwechselnder Abgeordneter vor sechs Jahren bei der Verhältniswahl für eine Partei kandidierte, später für diese als Nachrücker Abgeordneter wurde, aber 2016 in einem Präfekturwahlkreis für eine Partei antreten wollte und kurz vor Ende der Sitzungsperiode zurücktrat, um dies zu tun.[11] (Yūichi Mayama, LDP→zur Wahl 2010: Minna→Yui→Ishin→parteilos (Minshintō-Fraktion)→zur Wahl 2016: Minshintō).
  - Vor allem wegen solcher Diskrepanzen zwischen Fraktions- und Parteimitgliedschaften bzw. formalen Parteinominierungen, die auch einige weitere Abgeordnete betreffen (vor allem 2012 rückten mehrere Abgeordnete nach, weil einige als Kandidaten bei der Abgeordnetenhauswahl ihre Sitze im Rätehaus aufgaben bzw. automatisch verloren), machen auch verschiedene Medien teilweise verschiedene Angaben für die Zusammensetzung vor der Wahl, für die gewählten Abgeordneten und die Gesamtzusammensetzung nach der Wahl nach Partei.
  - Hier in der Tabelle angegeben ist die von der Yomiuri Shimbun veröffentlichte Aufstellung.[12] Darin ist die Vakanz enthalten und alle Kandidaten ohne formale Parteinominierung zum Zeitpunkt der Wahl werden als Unabhängige gezählt, darunter auch Kenji Nakanishi in Kanagawa, der nach erfolgreicher Wahl noch am Wahlabend von der LDP nachnominiert wurde und von anderen Medien schon im Wahlergebnis der LDP zugerechnet wird. Die Abgeordneten der Nippon o genki ni suru kai (日本を元気にする会, engl. AEJ u. ä.), die 2016 in keinem der beiden Wahlsegmente antrat (und sich in der ersten Sitzung nach der Wahl auch nicht mehr als Fraktion formierte), sind dabei den Sonstigen zugerechnet, ebenso die Abgeordnete Keiko Itokazu aus Okinawa, die nicht zur Wiederwahl stand, von der Okinawa Shakai Taishūtō.

### Einzelergebnisse
- Regierung (LDP, Kōmeitō): 146
- Oppositionsparteien für eine Verfassungsrevision (Ōsaka Ishin, Kokoro): 15
- Regierungsnahe Unabhängige: 3
- Unabhängige: 3
- Oppositionsnahe Unabhängige: 5
- Sonstige Opposition (SDP, Seikatsu, Genki, Okinawa Shadaitō): 7
- Hauptopposition (DP, KPJ): 63

Die gemeinsame Oppositionsstrategie in den (winner-take-all-)Einmandatswahlkreisen hatte vor allem in Ost- und Nordjapan begrenzten Erfolg: Die Oppositionsparteien gewannen deutlich mehr Wahlkreise als 2013, aber nur einige mehr als 2010, als die gleiche Klasse von Abgeordneten zuletzt zur Wahl stand, konnte dabei aber einige LDP-Abgeordnete besiegen, darunter auch zwei amtierende Minister im Kabinett Abe. Ergebnisse in den Einmandatswahlkreisen 2010, 2013 und 2016 im Vergleich:
- 2010 (29 Einerwahlkreise): LDP [damals Opposition] 21, DPJ [damals Regierungspartei] 8
- 2013 (31 Einerwahlkreise): LDP 29, andere Parteien/Parteilose 2
- 2016 (32 Einerwahlkreise): LDP 21, Opposition 11.[14][15]

Alle vier verbliebenen Präfekturen mit zwei Mandaten verteilten die Sitze gleich auf beide große Parteien. In den größeren Mehrmandatswahlkreisen konnte die LDP in Kantō an ihre relativ erfolgreichen Ergebnisse von 2013 anknüpfen: Sie gewann 2 von 6 Sitzen in Tokio, 2 von 3 in Chiba und erstmals überhaupt im Ergebnis auch zwei Sitze in einer Wahl in Kanagawa (Kenji Nakanishi, vor der Wahl parteiloses LDP-Fraktionsmitglied, kandidierte und gewann dort noch als Unabhängiger mit LDP-Unterstützung, wurde aber anschließend rückwirkend nominiert). In den größeren Mehrmandatswahlkreisen in Kansai war die Ōsaka Ishin no Kai erfolgreich: Sie gewann zwei Sitze in Osaka und einen in Hyōgo, blieb aber sonst ohne Sieg, in Tokio verpasste Yasuo Tanaka aussichtsreich mit 0,7 % Rückstand den sechsten Sitz. Für die Minshintō konnte Yoshio Hachiro den neu dazugekommenen dritten Sitz von Hokkaidō knapp gewinnen, in Aichi und Tokio konnte die Partei ihre jeweils zwei Sitze halten, in Hyōgo und Ōsaka blieb sie ganz ohne Wahlsieger. Die Kōmeitō gewann in sieben Präfekturen jeweils ein Mandat, ihr bestes Ergebnis bei der Mehrheitswahl jemals. Die Kommunistische Partei Japans konnte zwar wie 2013 einen Sitz in Tokio gewinnen, aber sonst keinen bei der Mehrheitswahl. Dabei erhielt sie durch die Oppositionskooperation landesweit mit weniger Kandidaten deutlich weniger Stimmen als sonst, die verbleibenden Kandidaten hatten dafür aber potentiell bessere Erfolgsaussichten; allerdings blieb der einzige gemeinsame Oppositionskandidat in Einmandatswahlkreisen von der KPJ, Ken’ichi Tanabe in Kagawa, dennoch chancenlos abgeschlagen.
Bei der Verhältniswahl – wo Stimmen für Parteien und nicht nur für einzelne Kandidaten abgegeben werden und die im Vergleich zum Wahlerfolg ihrer Kandidaten als Partei traditionell unpopuläre LDP oft nur mäßig erfolgreich war – erzielte die LDP mit fast 36 % der Stimmen ihr bestes Ergebnis seit 2001 und gewann 19 Sitze. Die Minshintō gewann elf, eine Verbesserung gegenüber dem Ergebnis der Demokraten 2013, aber ein deutlicher Verlust gegenüber der Wahl 2010, als bei der Verhältniswahl die Demokraten noch stärkste Partei und die später aufgelöste, zum Teil in Minshintō-Vorläufern aufgegangen Minna no Tō drittstärkste Partei gewesen waren, und damit auch in der Zusammensetzung der Kammer. Die Kōmeitō gewann wie 2013 sieben Verhältniswahlsitze und damit mit insgesamt 14 Sitzen das beste Gesamtergebnis in 24 Jahren.
Im persönlich aufgeschlüsselten Ergebnis der Verhältniswahl, also unter Berücksichtigung der Vorzugsstimmen, die bei Sangiin-Wahlen bedingungslos ohne Quorum über die Verhältniswahllistenreihenfolge entscheiden, verloren mehrere wieder kandidierende Abgeordneten ihren Sitz, darunter:
- bei den Liberaldemokraten der ehemalige Baseballspieler Tsuneo Horiuchi mit 84.597 Stimmen (den letzten für eine Wahl ausreichenden, 19. Platz auf der LDP-Liste gewann Shūkō Sonoda mit 101.154 Stimmen),
- bei der Minshintō, die wegen des gegenüber 2010 gesunkenen Stimmenanteils insgesamt viele Verhältniswahlabgeordnete verlor, unter anderem Naoki Tanaka, bis 2016 Abgeordneter für Niigata, mit 86.596 Stimmen und Takeshi Maeda mit nur 59.853 (den letzten für eine Wahl ausreichenden, 11. Platz, gewann Shinkun Haku mit 138.813 Stimmen),
- bei den Sozialdemokraten der Parteivorsitzende Tadatomo Yoshida, der 153.197 Stimmen erhielt, – den einzigen verbliebenen SDP-Sitz behielt seine Vorgängerin Mizuho Fukushima mit 254.956 Stimmen, und
- beide Abgeordnete der Shintō Kaikaku, die ohnehin insgesamt ohne Verhältniswahlsitz blieb, damit ihre letzten Abgeordneten im nationalen Parlament verlor und damit künftig auch den rechtlichen Parteistatus und die staatliche Parteienfinanzierung.

| Parteizugehörigkeit der Wahlsieger (Stand: Wahlabend): Regierung: Liberaldemokratische Partei hier inkl. Kenji Nakanishi (Kanagawa, Unabh.), am Wahlabend LDP-nachnominiert Kōmeitō Befürworter einer Verfassungsänderung: Ōsaka Ishin no Kai Sonstige Opposition: Minshintō Kommunistische Partei Japans Sozialdemokratische Partei Seikatsu no Tō Unabhängige (Oppositionskooperation in Einmandatswahlkreisen) In Mehrmandatswahlkreisen von links nach rechts mit absteigender Stimmenzahl | Parteizugehörigkeit der Wahlsieger (Stand: Wahlabend): Regierung: Liberaldemokratische Partei hier inkl. Kenji Nakanishi (Kanagawa, Unabh.), am Wahlabend LDP-nachnominiert Kōmeitō Befürworter einer Verfassungsänderung: Ōsaka Ishin no Kai Sonstige Opposition: Minshintō Kommunistische Partei Japans Sozialdemokratische Partei Seikatsu no Tō Unabhängige (Oppositionskooperation in Einmandatswahlkreisen) In Mehrmandatswahlkreisen von links nach rechts mit absteigender Stimmenzahl | Parteizugehörigkeit der Wahlsieger (Stand: Wahlabend): Regierung: Liberaldemokratische Partei hier inkl. Kenji Nakanishi (Kanagawa, Unabh.), am Wahlabend LDP-nachnominiert Kōmeitō Befürworter einer Verfassungsänderung: Ōsaka Ishin no Kai Sonstige Opposition: Minshintō Kommunistische Partei Japans Sozialdemokratische Partei Seikatsu no Tō Unabhängige (Oppositionskooperation in Einmandatswahlkreisen) In Mehrmandatswahlkreisen von links nach rechts mit absteigender Stimmenzahl | Parteizugehörigkeit der Wahlsieger (Stand: Wahlabend): Regierung: Liberaldemokratische Partei hier inkl. Kenji Nakanishi (Kanagawa, Unabh.), am Wahlabend LDP-nachnominiert Kōmeitō Befürworter einer Verfassungsänderung: Ōsaka Ishin no Kai Sonstige Opposition: Minshintō Kommunistische Partei Japans Sozialdemokratische Partei Seikatsu no Tō Unabhängige (Oppositionskooperation in Einmandatswahlkreisen) In Mehrmandatswahlkreisen von links nach rechts mit absteigender Stimmenzahl | Parteizugehörigkeit der Wahlsieger (Stand: Wahlabend): Regierung: Liberaldemokratische Partei hier inkl. Kenji Nakanishi (Kanagawa, Unabh.), am Wahlabend LDP-nachnominiert Kōmeitō Befürworter einer Verfassungsänderung: Ōsaka Ishin no Kai Sonstige Opposition: Minshintō Kommunistische Partei Japans Sozialdemokratische Partei Seikatsu no Tō Unabhängige (Oppositionskooperation in Einmandatswahlkreisen) In Mehrmandatswahlkreisen von links nach rechts mit absteigender Stimmenzahl | Parteizugehörigkeit der Wahlsieger (Stand: Wahlabend): Regierung: Liberaldemokratische Partei hier inkl. Kenji Nakanishi (Kanagawa, Unabh.), am Wahlabend LDP-nachnominiert Kōmeitō Befürworter einer Verfassungsänderung: Ōsaka Ishin no Kai Sonstige Opposition: Minshintō Kommunistische Partei Japans Sozialdemokratische Partei Seikatsu no Tō Unabhängige (Oppositionskooperation in Einmandatswahlkreisen) In Mehrmandatswahlkreisen von links nach rechts mit absteigender Stimmenzahl | Parteizugehörigkeit der Wahlsieger (Stand: Wahlabend): Regierung: Liberaldemokratische Partei hier inkl. Kenji Nakanishi (Kanagawa, Unabh.), am Wahlabend LDP-nachnominiert Kōmeitō Befürworter einer Verfassungsänderung: Ōsaka Ishin no Kai Sonstige Opposition: Minshintō Kommunistische Partei Japans Sozialdemokratische Partei Seikatsu no Tō Unabhängige (Oppositionskooperation in Einmandatswahlkreisen) In Mehrmandatswahlkreisen von links nach rechts mit absteigender Stimmenzahl | Parteizugehörigkeit der Wahlsieger (Stand: Wahlabend): Regierung: Liberaldemokratische Partei hier inkl. Kenji Nakanishi (Kanagawa, Unabh.), am Wahlabend LDP-nachnominiert Kōmeitō Befürworter einer Verfassungsänderung: Ōsaka Ishin no Kai Sonstige Opposition: Minshintō Kommunistische Partei Japans Sozialdemokratische Partei Seikatsu no Tō Unabhängige (Oppositionskooperation in Einmandatswahlkreisen) In Mehrmandatswahlkreisen von links nach rechts mit absteigender Stimmenzahl | | | Hokkaidō (+1) |
| Parteizugehörigkeit der Wahlsieger (Stand: Wahlabend): Regierung: Liberaldemokratische Partei hier inkl. Kenji Nakanishi (Kanagawa, Unabh.), am Wahlabend LDP-nachnominiert Kōmeitō Befürworter einer Verfassungsänderung: Ōsaka Ishin no Kai Sonstige Opposition: Minshintō Kommunistische Partei Japans Sozialdemokratische Partei Seikatsu no Tō Unabhängige (Oppositionskooperation in Einmandatswahlkreisen) In Mehrmandatswahlkreisen von links nach rechts mit absteigender Stimmenzahl | Parteizugehörigkeit der Wahlsieger (Stand: Wahlabend): Regierung: Liberaldemokratische Partei hier inkl. Kenji Nakanishi (Kanagawa, Unabh.), am Wahlabend LDP-nachnominiert Kōmeitō Befürworter einer Verfassungsänderung: Ōsaka Ishin no Kai Sonstige Opposition: Minshintō Kommunistische Partei Japans Sozialdemokratische Partei Seikatsu no Tō Unabhängige (Oppositionskooperation in Einmandatswahlkreisen) In Mehrmandatswahlkreisen von links nach rechts mit absteigender Stimmenzahl | Parteizugehörigkeit der Wahlsieger (Stand: Wahlabend): Regierung: Liberaldemokratische Partei hier inkl. Kenji Nakanishi (Kanagawa, Unabh.), am Wahlabend LDP-nachnominiert Kōmeitō Befürworter einer Verfassungsänderung: Ōsaka Ishin no Kai Sonstige Opposition: Minshintō Kommunistische Partei Japans Sozialdemokratische Partei Seikatsu no Tō Unabhängige (Oppositionskooperation in Einmandatswahlkreisen) In Mehrmandatswahlkreisen von links nach rechts mit absteigender Stimmenzahl | Parteizugehörigkeit der Wahlsieger (Stand: Wahlabend): Regierung: Liberaldemokratische Partei hier inkl. Kenji Nakanishi (Kanagawa, Unabh.), am Wahlabend LDP-nachnominiert Kōmeitō Befürworter einer Verfassungsänderung: Ōsaka Ishin no Kai Sonstige Opposition: Minshintō Kommunistische Partei Japans Sozialdemokratische Partei Seikatsu no Tō Unabhängige (Oppositionskooperation in Einmandatswahlkreisen) In Mehrmandatswahlkreisen von links nach rechts mit absteigender Stimmenzahl | Parteizugehörigkeit der Wahlsieger (Stand: Wahlabend): Regierung: Liberaldemokratische Partei hier inkl. Kenji Nakanishi (Kanagawa, Unabh.), am Wahlabend LDP-nachnominiert Kōmeitō Befürworter einer Verfassungsänderung: Ōsaka Ishin no Kai Sonstige Opposition: Minshintō Kommunistische Partei Japans Sozialdemokratische Partei Seikatsu no Tō Unabhängige (Oppositionskooperation in Einmandatswahlkreisen) In Mehrmandatswahlkreisen von links nach rechts mit absteigender Stimmenzahl | Parteizugehörigkeit der Wahlsieger (Stand: Wahlabend): Regierung: Liberaldemokratische Partei hier inkl. Kenji Nakanishi (Kanagawa, Unabh.), am Wahlabend LDP-nachnominiert Kōmeitō Befürworter einer Verfassungsänderung: Ōsaka Ishin no Kai Sonstige Opposition: Minshintō Kommunistische Partei Japans Sozialdemokratische Partei Seikatsu no Tō Unabhängige (Oppositionskooperation in Einmandatswahlkreisen) In Mehrmandatswahlkreisen von links nach rechts mit absteigender Stimmenzahl | Parteizugehörigkeit der Wahlsieger (Stand: Wahlabend): Regierung: Liberaldemokratische Partei hier inkl. Kenji Nakanishi (Kanagawa, Unabh.), am Wahlabend LDP-nachnominiert Kōmeitō Befürworter einer Verfassungsänderung: Ōsaka Ishin no Kai Sonstige Opposition: Minshintō Kommunistische Partei Japans Sozialdemokratische Partei Seikatsu no Tō Unabhängige (Oppositionskooperation in Einmandatswahlkreisen) In Mehrmandatswahlkreisen von links nach rechts mit absteigender Stimmenzahl | Parteizugehörigkeit der Wahlsieger (Stand: Wahlabend): Regierung: Liberaldemokratische Partei hier inkl. Kenji Nakanishi (Kanagawa, Unabh.), am Wahlabend LDP-nachnominiert Kōmeitō Befürworter einer Verfassungsänderung: Ōsaka Ishin no Kai Sonstige Opposition: Minshintō Kommunistische Partei Japans Sozialdemokratische Partei Seikatsu no Tō Unabhängige (Oppositionskooperation in Einmandatswahlkreisen) In Mehrmandatswahlkreisen von links nach rechts mit absteigender Stimmenzahl | Aomori | | |
| Parteizugehörigkeit der Wahlsieger (Stand: Wahlabend): Regierung: Liberaldemokratische Partei hier inkl. Kenji Nakanishi (Kanagawa, Unabh.), am Wahlabend LDP-nachnominiert Kōmeitō Befürworter einer Verfassungsänderung: Ōsaka Ishin no Kai Sonstige Opposition: Minshintō Kommunistische Partei Japans Sozialdemokratische Partei Seikatsu no Tō Unabhängige (Oppositionskooperation in Einmandatswahlkreisen) In Mehrmandatswahlkreisen von links nach rechts mit absteigender Stimmenzahl | Parteizugehörigkeit der Wahlsieger (Stand: Wahlabend): Regierung: Liberaldemokratische Partei hier inkl. Kenji Nakanishi (Kanagawa, Unabh.), am Wahlabend LDP-nachnominiert Kōmeitō Befürworter einer Verfassungsänderung: Ōsaka Ishin no Kai Sonstige Opposition: Minshintō Kommunistische Partei Japans Sozialdemokratische Partei Seikatsu no Tō Unabhängige (Oppositionskooperation in Einmandatswahlkreisen) In Mehrmandatswahlkreisen von links nach rechts mit absteigender Stimmenzahl | Parteizugehörigkeit der Wahlsieger (Stand: Wahlabend): Regierung: Liberaldemokratische Partei hier inkl. Kenji Nakanishi (Kanagawa, Unabh.), am Wahlabend LDP-nachnominiert Kōmeitō Befürworter einer Verfassungsänderung: Ōsaka Ishin no Kai Sonstige Opposition: Minshintō Kommunistische Partei Japans Sozialdemokratische Partei Seikatsu no Tō Unabhängige (Oppositionskooperation in Einmandatswahlkreisen) In Mehrmandatswahlkreisen von links nach rechts mit absteigender Stimmenzahl | Parteizugehörigkeit der Wahlsieger (Stand: Wahlabend): Regierung: Liberaldemokratische Partei hier inkl. Kenji Nakanishi (Kanagawa, Unabh.), am Wahlabend LDP-nachnominiert Kōmeitō Befürworter einer Verfassungsänderung: Ōsaka Ishin no Kai Sonstige Opposition: Minshintō Kommunistische Partei Japans Sozialdemokratische Partei Seikatsu no Tō Unabhängige (Oppositionskooperation in Einmandatswahlkreisen) In Mehrmandatswahlkreisen von links nach rechts mit absteigender Stimmenzahl | Parteizugehörigkeit der Wahlsieger (Stand: Wahlabend): Regierung: Liberaldemokratische Partei hier inkl. Kenji Nakanishi (Kanagawa, Unabh.), am Wahlabend LDP-nachnominiert Kōmeitō Befürworter einer Verfassungsänderung: Ōsaka Ishin no Kai Sonstige Opposition: Minshintō Kommunistische Partei Japans Sozialdemokratische Partei Seikatsu no Tō Unabhängige (Oppositionskooperation in Einmandatswahlkreisen) In Mehrmandatswahlkreisen von links nach rechts mit absteigender Stimmenzahl | Parteizugehörigkeit der Wahlsieger (Stand: Wahlabend): Regierung: Liberaldemokratische Partei hier inkl. Kenji Nakanishi (Kanagawa, Unabh.), am Wahlabend LDP-nachnominiert Kōmeitō Befürworter einer Verfassungsänderung: Ōsaka Ishin no Kai Sonstige Opposition: Minshintō Kommunistische Partei Japans Sozialdemokratische Partei Seikatsu no Tō Unabhängige (Oppositionskooperation in Einmandatswahlkreisen) In Mehrmandatswahlkreisen von links nach rechts mit absteigender Stimmenzahl | Parteizugehörigkeit der Wahlsieger (Stand: Wahlabend): Regierung: Liberaldemokratische Partei hier inkl. Kenji Nakanishi (Kanagawa, Unabh.), am Wahlabend LDP-nachnominiert Kōmeitō Befürworter einer Verfassungsänderung: Ōsaka Ishin no Kai Sonstige Opposition: Minshintō Kommunistische Partei Japans Sozialdemokratische Partei Seikatsu no Tō Unabhängige (Oppositionskooperation in Einmandatswahlkreisen) In Mehrmandatswahlkreisen von links nach rechts mit absteigender Stimmenzahl | Parteizugehörigkeit der Wahlsieger (Stand: Wahlabend): Regierung: Liberaldemokratische Partei hier inkl. Kenji Nakanishi (Kanagawa, Unabh.), am Wahlabend LDP-nachnominiert Kōmeitō Befürworter einer Verfassungsänderung: Ōsaka Ishin no Kai Sonstige Opposition: Minshintō Kommunistische Partei Japans Sozialdemokratische Partei Seikatsu no Tō Unabhängige (Oppositionskooperation in Einmandatswahlkreisen) In Mehrmandatswahlkreisen von links nach rechts mit absteigender Stimmenzahl | Akita | Iwate | |
| Parteizugehörigkeit der Wahlsieger (Stand: Wahlabend): Regierung: Liberaldemokratische Partei hier inkl. Kenji Nakanishi (Kanagawa, Unabh.), am Wahlabend LDP-nachnominiert Kōmeitō Befürworter einer Verfassungsänderung: Ōsaka Ishin no Kai Sonstige Opposition: Minshintō Kommunistische Partei Japans Sozialdemokratische Partei Seikatsu no Tō Unabhängige (Oppositionskooperation in Einmandatswahlkreisen) In Mehrmandatswahlkreisen von links nach rechts mit absteigender Stimmenzahl | Parteizugehörigkeit der Wahlsieger (Stand: Wahlabend): Regierung: Liberaldemokratische Partei hier inkl. Kenji Nakanishi (Kanagawa, Unabh.), am Wahlabend LDP-nachnominiert Kōmeitō Befürworter einer Verfassungsänderung: Ōsaka Ishin no Kai Sonstige Opposition: Minshintō Kommunistische Partei Japans Sozialdemokratische Partei Seikatsu no Tō Unabhängige (Oppositionskooperation in Einmandatswahlkreisen) In Mehrmandatswahlkreisen von links nach rechts mit absteigender Stimmenzahl | Parteizugehörigkeit der Wahlsieger (Stand: Wahlabend): Regierung: Liberaldemokratische Partei hier inkl. Kenji Nakanishi (Kanagawa, Unabh.), am Wahlabend LDP-nachnominiert Kōmeitō Befürworter einer Verfassungsänderung: Ōsaka Ishin no Kai Sonstige Opposition: Minshintō Kommunistische Partei Japans Sozialdemokratische Partei Seikatsu no Tō Unabhängige (Oppositionskooperation in Einmandatswahlkreisen) In Mehrmandatswahlkreisen von links nach rechts mit absteigender Stimmenzahl | Parteizugehörigkeit der Wahlsieger (Stand: Wahlabend): Regierung: Liberaldemokratische Partei hier inkl. Kenji Nakanishi (Kanagawa, Unabh.), am Wahlabend LDP-nachnominiert Kōmeitō Befürworter einer Verfassungsänderung: Ōsaka Ishin no Kai Sonstige Opposition: Minshintō Kommunistische Partei Japans Sozialdemokratische Partei Seikatsu no Tō Unabhängige (Oppositionskooperation in Einmandatswahlkreisen) In Mehrmandatswahlkreisen von links nach rechts mit absteigender Stimmenzahl | Parteizugehörigkeit der Wahlsieger (Stand: Wahlabend): Regierung: Liberaldemokratische Partei hier inkl. Kenji Nakanishi (Kanagawa, Unabh.), am Wahlabend LDP-nachnominiert Kōmeitō Befürworter einer Verfassungsänderung: Ōsaka Ishin no Kai Sonstige Opposition: Minshintō Kommunistische Partei Japans Sozialdemokratische Partei Seikatsu no Tō Unabhängige (Oppositionskooperation in Einmandatswahlkreisen) In Mehrmandatswahlkreisen von links nach rechts mit absteigender Stimmenzahl | Parteizugehörigkeit der Wahlsieger (Stand: Wahlabend): Regierung: Liberaldemokratische Partei hier inkl. Kenji Nakanishi (Kanagawa, Unabh.), am Wahlabend LDP-nachnominiert Kōmeitō Befürworter einer Verfassungsänderung: Ōsaka Ishin no Kai Sonstige Opposition: Minshintō Kommunistische Partei Japans Sozialdemokratische Partei Seikatsu no Tō Unabhängige (Oppositionskooperation in Einmandatswahlkreisen) In Mehrmandatswahlkreisen von links nach rechts mit absteigender Stimmenzahl | Parteizugehörigkeit der Wahlsieger (Stand: Wahlabend): Regierung: Liberaldemokratische Partei hier inkl. Kenji Nakanishi (Kanagawa, Unabh.), am Wahlabend LDP-nachnominiert Kōmeitō Befürworter einer Verfassungsänderung: Ōsaka Ishin no Kai Sonstige Opposition: Minshintō Kommunistische Partei Japans Sozialdemokratische Partei Seikatsu no Tō Unabhängige (Oppositionskooperation in Einmandatswahlkreisen) In Mehrmandatswahlkreisen von links nach rechts mit absteigender Stimmenzahl | Parteizugehörigkeit der Wahlsieger (Stand: Wahlabend): Regierung: Liberaldemokratische Partei hier inkl. Kenji Nakanishi (Kanagawa, Unabh.), am Wahlabend LDP-nachnominiert Kōmeitō Befürworter einer Verfassungsänderung: Ōsaka Ishin no Kai Sonstige Opposition: Minshintō Kommunistische Partei Japans Sozialdemokratische Partei Seikatsu no Tō Unabhängige (Oppositionskooperation in Einmandatswahlkreisen) In Mehrmandatswahlkreisen von links nach rechts mit absteigender Stimmenzahl | Niigata (−1) | Yamagata | Miyagi (−1) |
| | | | | | | | Ishikawa | Toyama | Tochigi | Fukushima (−1) |
| | | | | | | Fukui | Nagano (−1) | Gunma | Saitama | Ibaraki |
| | | Shimane-Tottori (−1 kombi.) | Shimane-Tottori (−1 kombi.) | Hyōgo (+1) | Kyōto | Shiga | Gifu (−1) | Yamanashi | Tokio (+1) | Chiba |
| | | Yamaguchi | Hiroshima | Okayama | Osaka (+1) | Nara | Aichi (+1) | Shizuoka | Kanagawa (+1) | |
| Saga | Fukuoka (+1) | | | | | Wakayama | Mie | | | |
| Nagasaki | Kumamoto | Ōita | | Ehime | Kagawa | Landesweite Verhältniswahl (48 Sitze) 19 7 4 11 5 1 +1/−1: Wahlkreis wählte einen Abgeordneten mehr/weniger als zur Wiederwahl standen/2010 gewählt wurden | Landesweite Verhältniswahl (48 Sitze) 19 7 4 11 5 1 +1/−1: Wahlkreis wählte einen Abgeordneten mehr/weniger als zur Wiederwahl standen/2010 gewählt wurden | Landesweite Verhältniswahl (48 Sitze) 19 7 4 11 5 1 +1/−1: Wahlkreis wählte einen Abgeordneten mehr/weniger als zur Wiederwahl standen/2010 gewählt wurden | Landesweite Verhältniswahl (48 Sitze) 19 7 4 11 5 1 +1/−1: Wahlkreis wählte einen Abgeordneten mehr/weniger als zur Wiederwahl standen/2010 gewählt wurden | Landesweite Verhältniswahl (48 Sitze) 19 7 4 11 5 1 +1/−1: Wahlkreis wählte einen Abgeordneten mehr/weniger als zur Wiederwahl standen/2010 gewählt wurden |
| | Kagoshima | Miyazaki | | Tokushima-Kōchi (−1 kombi.) | Tokushima-Kōchi (−1 kombi.) | Landesweite Verhältniswahl (48 Sitze) 19 7 4 11 5 1 +1/−1: Wahlkreis wählte einen Abgeordneten mehr/weniger als zur Wiederwahl standen/2010 gewählt wurden | Landesweite Verhältniswahl (48 Sitze) 19 7 4 11 5 1 +1/−1: Wahlkreis wählte einen Abgeordneten mehr/weniger als zur Wiederwahl standen/2010 gewählt wurden | Landesweite Verhältniswahl (48 Sitze) 19 7 4 11 5 1 +1/−1: Wahlkreis wählte einen Abgeordneten mehr/weniger als zur Wiederwahl standen/2010 gewählt wurden | Landesweite Verhältniswahl (48 Sitze) 19 7 4 11 5 1 +1/−1: Wahlkreis wählte einen Abgeordneten mehr/weniger als zur Wiederwahl standen/2010 gewählt wurden | Landesweite Verhältniswahl (48 Sitze) 19 7 4 11 5 1 +1/−1: Wahlkreis wählte einen Abgeordneten mehr/weniger als zur Wiederwahl standen/2010 gewählt wurden |
| Okinawa | | | | | | Landesweite Verhältniswahl (48 Sitze) 19 7 4 11 5 1 +1/−1: Wahlkreis wählte einen Abgeordneten mehr/weniger als zur Wiederwahl standen/2010 gewählt wurden | Landesweite Verhältniswahl (48 Sitze) 19 7 4 11 5 1 +1/−1: Wahlkreis wählte einen Abgeordneten mehr/weniger als zur Wiederwahl standen/2010 gewählt wurden | Landesweite Verhältniswahl (48 Sitze) 19 7 4 11 5 1 +1/−1: Wahlkreis wählte einen Abgeordneten mehr/weniger als zur Wiederwahl standen/2010 gewählt wurden | Landesweite Verhältniswahl (48 Sitze) 19 7 4 11 5 1 +1/−1: Wahlkreis wählte einen Abgeordneten mehr/weniger als zur Wiederwahl standen/2010 gewählt wurden | Landesweite Verhältniswahl (48 Sitze) 19 7 4 11 5 1 +1/−1: Wahlkreis wählte einen Abgeordneten mehr/weniger als zur Wiederwahl standen/2010 gewählt wurden |

## Auswirkungen
Die Regierungskoalition aus LDP und Kōmeitō baute mit nun insgesamt 146 Sitzen (inkl. Nakanishi) ihre 2013 gewonnene Mehrheit weiter aus. Wenige Tage nach der Wahl trat Tatsuo Hirano (Iwate, 2013–2019), bisher parteiloses Mitglied der Kaikaku-Fraktion der LDP bei und verschaffte dieser die erste eigenständige absolute Mehrheit seit 1989 – zumindest bezüglich der Gesetzgebung könnte die LDP also auch alleine regieren. Allerdings benötigt man mehr als die absolute Mehrheit, um alle Ausschüsse sicher zu kontrollieren, eine sogenannte „sichere Mehrheit“ (安定多数, antei tasū), die im Sangiin derzeit bei 129 Sitzen liegt, und schon die gemeinsame Wahlstrategie – ein großer Teil der Abgeordneten der beiden Koalitionsparteien in beiden Kammern gewann ihr Mandat mit expliziter Wahlunterstützung der jeweils anderen Partei – macht ein Ende der Koalition kurzfristig unwahrscheinlich.
Die Hauptgegner einer von Premierminister Abe angestrebten, aber im Wahlkampf in den Hintergrund gestellten Verfassungsrevision – Minshintō, KPJ, SDP, Seikatsu, Okinawa Shakai Taishūtō und oppositionsnahe Parteilose – kamen zusammen auf 73 Sitze und verpassten damit die Schwelle von 81 Sitzen (>ein Drittel), die nötig wäre, um im Parlament sicher verhindern zu können, dass ein Verfassungsänderungsvorschlag dem Volk zur Abstimmung vorgelegt wird.
Der Parteivorsitzende der Minshintō, Katsuya Okada, kündigte einige Wochen nach der Wahl an, bei der turnusmäßigen Wahl des Parteivorsitzenden im Herbst nicht mehr zu kandidieren. Die Abgeordnete Renhō [Murata], die kurz vorher Rufe nach einer Kandidatur bei der Gouverneurswahl in Tokio am 31. Juli ausgeschlagen hatte, stattdessen für eine Wiederwahl als Abgeordnete kandidierte und in Tokio 2016 wie schon vor sechs Jahren mit über 1 Million Stimmen den klar höchsten Stimmenanteil erzielte, erklärte früh ihre Kandidatur und gewann in allen Teilen der Abstimmung – ähnlich wie vorher bei den Demokraten: In einem Punktesystem gewichtet stimmberechtigt sind Abgeordnete im und schon festgelegte Kandidaten für das nationale Parlament, Präfektur- und Kommunalabgeordnete, Mitglieder und registrierte Anhänger – gegen Seiji Maehara und Yūichirō Tamaki.
Der abgewählte Tadatomo Yoshida, Vorsitzender der Sozialdemokraten, stellte zunächst seinen Rücktritt als Parteivorsitzender in Aussicht. Im Sangiin formierte die Partei nach der Wahl eine Fraktionsgemeinschaft mit Ichirō Ozawas Seikatsu no Tō. Am 1. September erklärte der SDP-Vorstand, dass ein Rücktritt überflüssig sei, und Yoshida zog seine Rücktrittsabsicht zurück.
Am 1. August 2016 wurden Chūichi Date (LDP, Hokkaidō) zum Präsidenten und Akira Gunji (Minshintō, Ibaraki) zum Vizepräsidenten des Sangiin gewählt. Am 3. August führte Premierminister Abe eine Kabinettsumbildung durch, bei der einige Schlüsselminister im Amt blieben, acht erstmals Minister wurden, und einige andere umbesetzt wurden. Die LDP-Parteiführung wurde gleichzeitig neu besetzt, als Generalsekretär berief Abe Toshihiro Nikai.